# Cathédrale de la Sainte-Trinité de New Ulm
Cette  cathédrale n’est pas la seule cathédrale de la Sainte-Trinité.
La cathédrale de la Sainte-Trinité (en anglais : Cathedral of the Holy Trinity) est la cathédrale du diocèse de New Ulm aux États-Unis dans le Minnesota. Cette cathédrale catholique, qui se trouve dans la ville de New Ulm, est dédiée à la Trinité.

## Historique
La présence catholique dans la région remonte au milieu du XIXe siècle, grâce à l'œuvre missionnaire du père jésuite autrichien Franz Xaver Weninger (1805-1888). La première église n'est qu'un modeste petit édifice de bois construite en 1858, mais elle est détruite en 1862 par les colons, qui sont en majorité germanophones, pendant la guerre du Dakota, afin que les guerriers indiens de la tribu des Dakotas ne puissent s'en servir comme barricade dans l'attaque de la colonie. Après la résolution du conflit, Michael Laudenbach donne deux parcelles de terrain à l'évêque, Mgr Thomas Grace, pour construire une nouvelle église. La première pierre est bénite le 1er septembre 1866 et le père Alexander Berghold en devient le premier curé permanent en 1868. L'église, qui mesure 36 pieds de large sur 99 pieds de long, est consacrée par Mgr Grace, le 11 décembre 1870 ; mais elle est détruite par une tornade, le 15 juillet 1881.
Des fonds sont réunis en 1888 pour la construction du troisième édifice. La première pierre est bénite le 4 mai 1890, le clocher est prêt en 1893 et l'intérieur est totalement terminé en 1903. Des fresques dans le goût baroque représentent de nombreux saints, des anges, et la vie de Jésus, de couleurs sombres rehaussées à la feuille d'or. On remarque au fond de l'abside une fresque de la Sainte-Trinité, avec les Douze Apôtres. Alexander Schwendinger décore l'intérieur, assisté de Chris Heller et d'Anton Gag.
Les deux entrées de côté et le sol en terrazzo à la vénitienne datent de 1940.
Le diocèse de New Ulm a été érigé par Pie XII, le 18 novembre 1957, et l'église de la Sainte-Trinité est choisie comme cathédrale. Mgr Alphonse Schladweiler y est consacré comme premier évêque du nouveau diocèse.
La cathédrale de briques a été restaurée en 1987. Elle est de style néoroman vénitien, avec un intérieur néobaroque.

## Source
- (en) Cet article est partiellement ou en totalité issu de l’article de Wikipédia en anglais intitulé « Cathedral of the Holy Trinity (New Ulm, Minnesota) » (voir la liste des auteurs).